# Mamestra cinerascens
Mamestra cinerascens är en fjärilsart som beskrevs av Van Wissenlingh 1963. Mamestra cinerascens ingår i släktet Mamestra och familjen nattflyn. Inga underarter finns listade i Catalogue of Life.